# Austrocylindropuntia vestita
Austrocylindropuntia vestita es una especie de planta suculenta perteneciente al género Austrocylindropuntia, dentro de la familia Cactaceae. Se distribuye desde Bolivia hasta el noroeste de Argentina. 

## Descripción

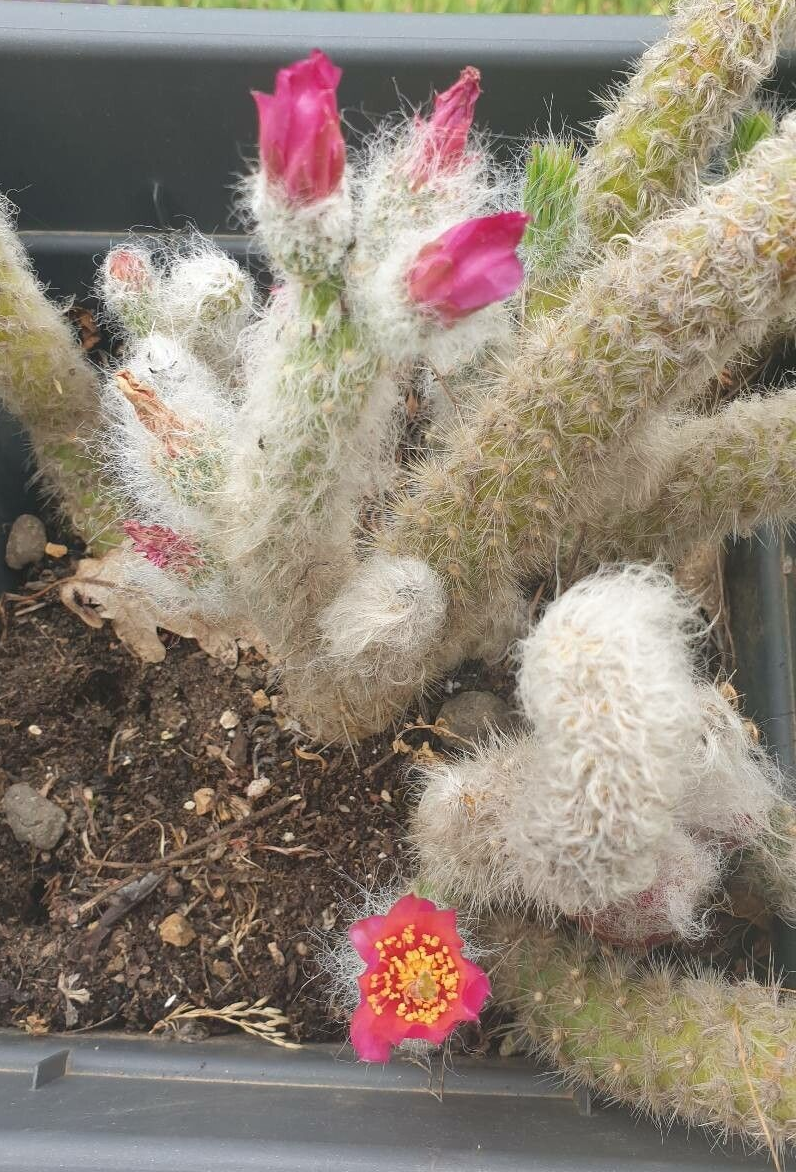
Planta en flor

Austrocylindropuntia vestita es una especie de cactus de porte arbustivo que se ramifica desde la base, con algunas ramas ascendentes. Los tallos son cilíndricos, de color verde medio, erguidos y no están divididos en segmentos. Se estrechan hacia la punta, no presentan protuberancias o bultos y pueden llegar a medir hasta 50 cm de largo y 3 cm de diámetro.
Además, los tallos presentan areolas pequeñas cubiertas de pelos blancos entrelazados y de las que surgen numerosas espinas finas de color marrón, que miden entre 1 y 2,5 cm de largo. También encontramos hojas rudimentarias, pequeñas, algo flexibles y duraderas, que miden hasta 30 mm de largo.

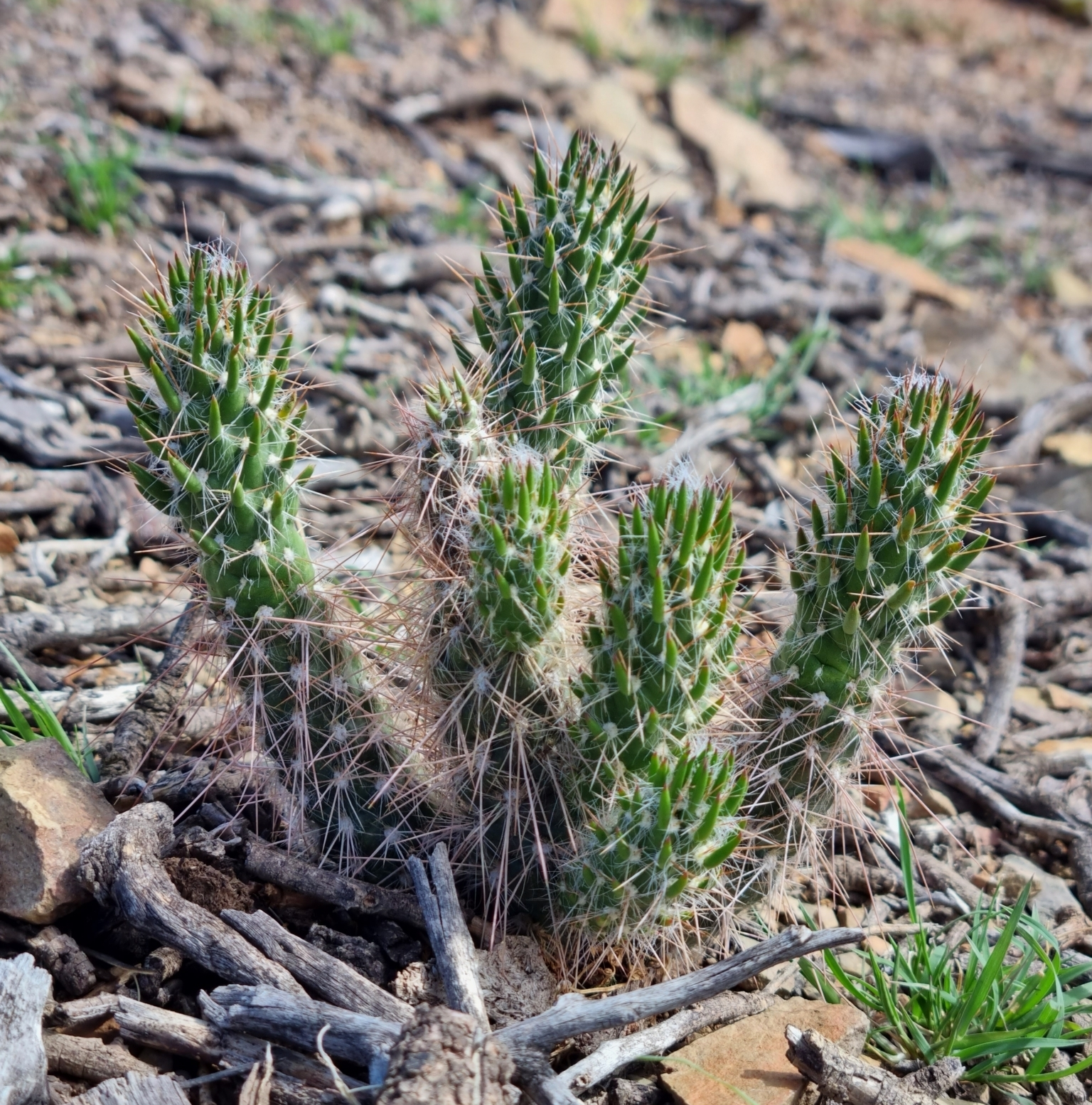
Planta en su hábitat

Las flores son de color rojo fusia y miden de 3,5 cm de largo por 3 cm de diámetro. El pericarpelo, cubierto de numerosas areolas pequeñas, es peludo. Los frutos son esféricos y sin espinas, de color rojo a violeta lila opaco.

## Distribución y hábitat
El área de distribución nativa de esta especie va desde Bolivia hasta el noroeste de Argentina y crece principalmente en biomas desérticos o de matorrales secos, a altitudes de 1500 a 3200 metros sobre el nivel del mar. Además, se introducido las Islas Canarias, Provincias del Cabo y Marruecos.

## Taxonomía
La primera descripción de esta especie fue como Opuntia vestita, publicada en 1845 por el botánico alemán Joseph de Salm-Reifferscheidt-Dyck en la revista científica Allgemeine Gartenzeitung 13: 388.
Más tarde, el botánico alemán Curt Backeberg trasladó la especie al género Austrocylindropuntia, por lo que pasó a llamarse Austrocylindropuntia vestita. Registró estos cambios en la revista Cactaceae. Jahrbücher der Deutschen Kakteen-Gesellschaft 1939 (2): 15, publicada en 1939.
Etimología
- Austrocylindropuntia: nombre genérico que deriva de la palabra latina auster (que significa 'sur') y el género Cylindropuntia, con el que algunas especies del género tienen similitudes. Así, el nombre de Cylindropuntia deriva de la palabra griega kýlindros (que significa 'cilindro') y el género Opuntia, (con el que el género tiene similitudes), haciendo referencia a la forma cilíndrica de los tallos de las plantas.[5]
- vestita: epíteto específico que deriva de la palabra latina vestitus, que significa 'vestida', haciendo referencia a que los tallos de esta especie están cubiertos de pelo.[6]

Sinonimia
- Austrocylindropuntia chuquisacana (Cárdenas) F.Ritter, 1980
- Austrocylindropuntia vestita var. chuquisacana (Cárdenas) Backeb., 1958
- Austrocylindropuntia vestita var. intermediario Backeb., 1962
- Austrocylindropuntia vestita var. mayor Backeb., 1951
- Cylindropuntia teres (Cels ex F.A.C.Weber) Backeb., 1936
- Cylindropuntia vestita (Salm-Dyck) Backeb., 1930
- Opuntia chuquisacana Cárdenas, 1950
- Opuntia heteromorfa Phil., 1891
- Opuntia involuta Otto ex C.F.Först., 1846
- Opuntia teres Cels ex F.A.C.Weber, 1898
- Opuntia vestita Salm-Dyck, 1845 (basónimo)
- Opuntia vestita var. chuquisacana (Cárdenas) G.D.Rowley, 1958
- Opuntia vestita f. intermedia (Backeb.) Krainz, 1967
- Opuntia vestita f. maior (Backeb.) Krainz, 1967
- Pseudotephrocactus vestitus (Salm-Dyck) Frič & Schelle, 1933
- Tephrocactus heteromorphus (Phil.) Backeb., 1953
- Trichopuntia vestita (Salm-Dyck) Guiggi, 2011

## Estado de conservación
En la Lista Roja de Especies Amenazadas de la UICN, la especie está clasificada como de "Preocupación Menor (LC)".

## Usos
Esta especie se cultiva principalmente como planta ornamental y necesita de riegos regulares durante la temporada de crecimiento, siempre que el suelo esté seco. Es sensible a la pudrición de las raíces, por lo que se recomienda un riego moderado. En invierno debe mantenerse completamente seca. No tolera bien los veranos muy calurosos, por lo que conviene ubicarla en lugares frescos y bien ventilados.
Requiere un sustrato mineral con buen drenaje y una exposición a pleno sol o con ligera sombra. Debe protegerse de las heladas intensas. La propagación por semillas es difícil debido a su escasa disponibilidad y baja tasa de germinación. La forma más eficaz es mediante esquejes, que enraízan con facilidad. Además, la variedad crestada o cristata, al ser más delicada, se propaga preferentemente por injerto.

## Galería

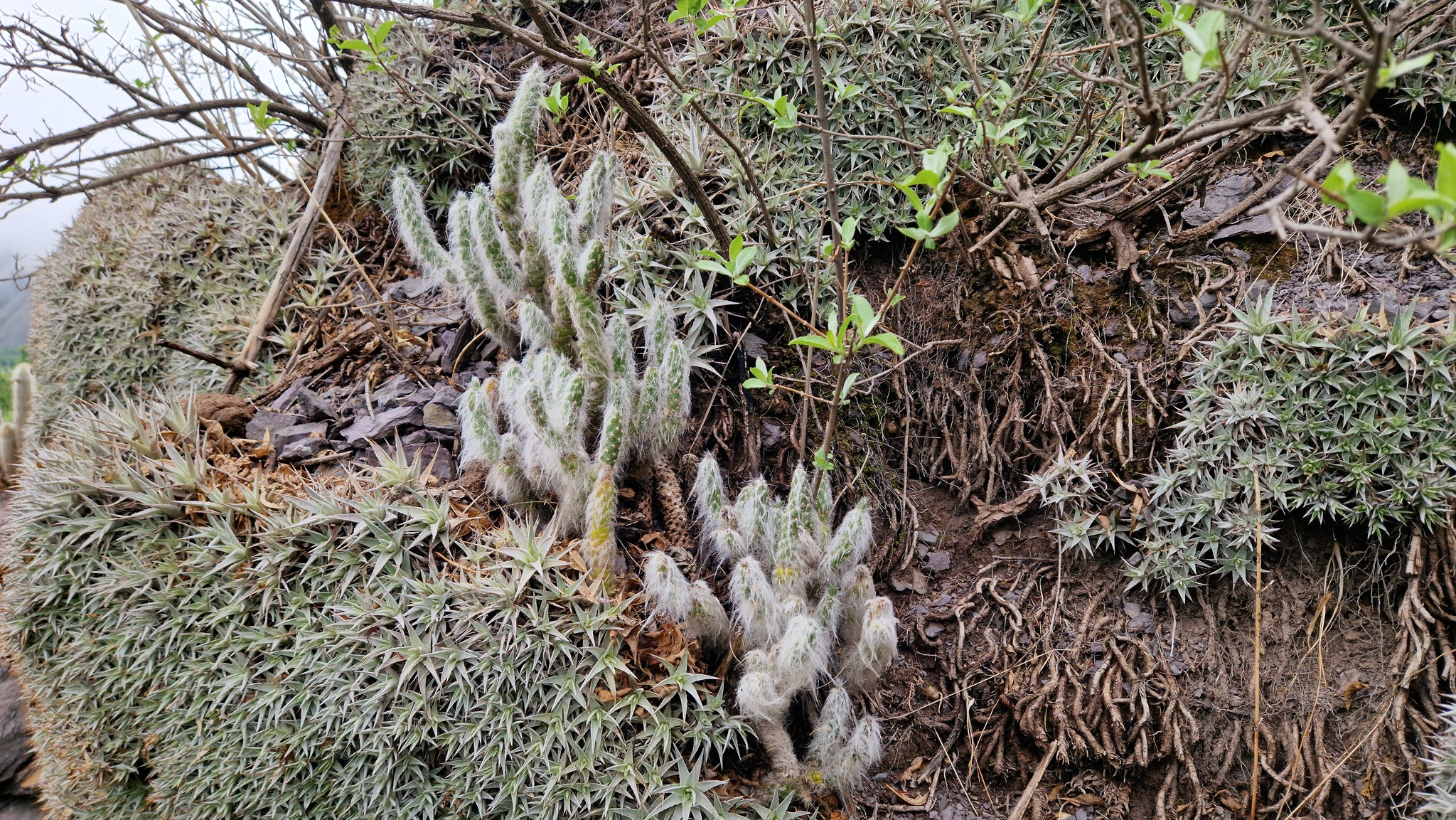
Planta en su hábitat
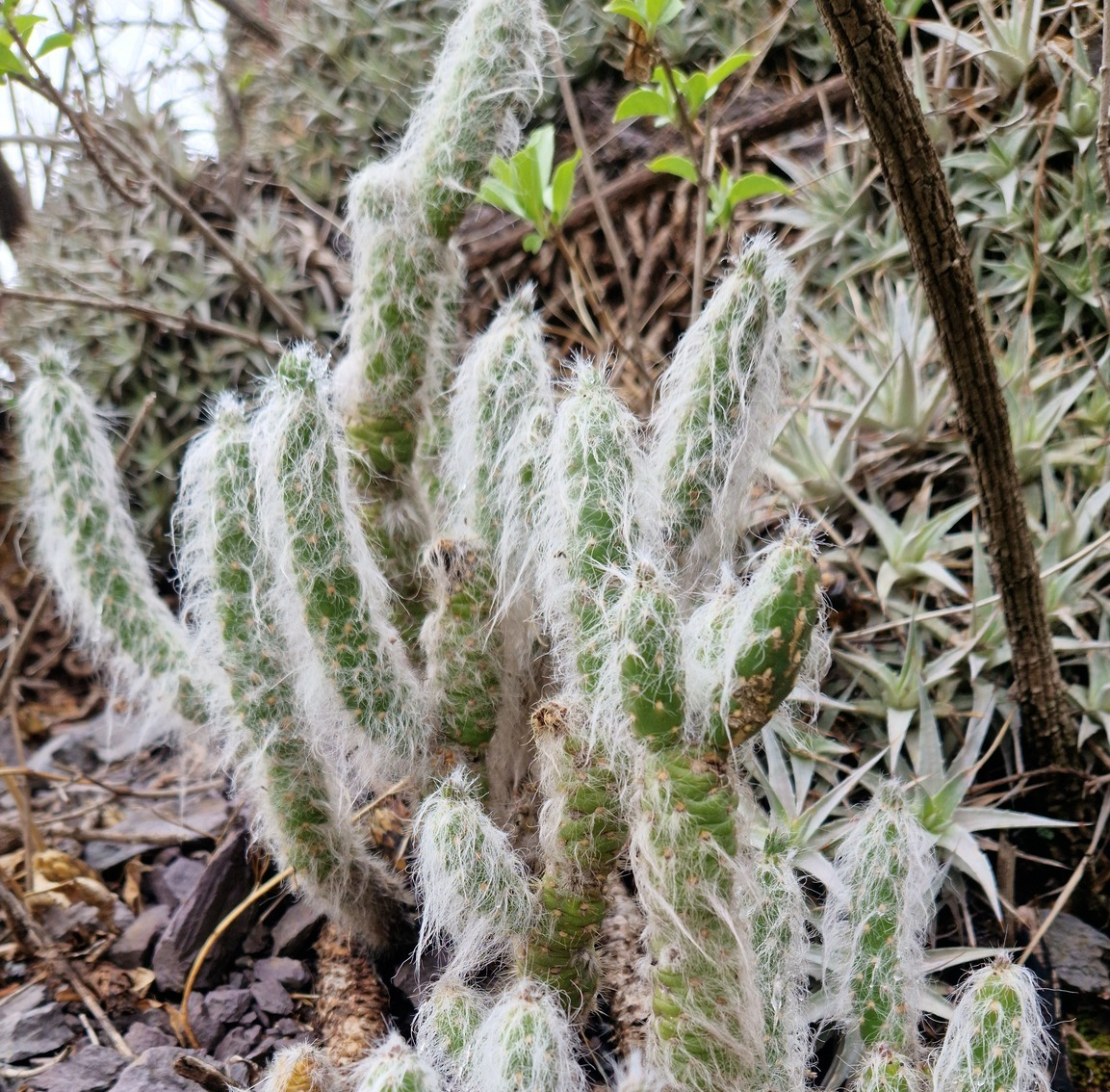
Detalle del tallo cubierto de pelos blancos
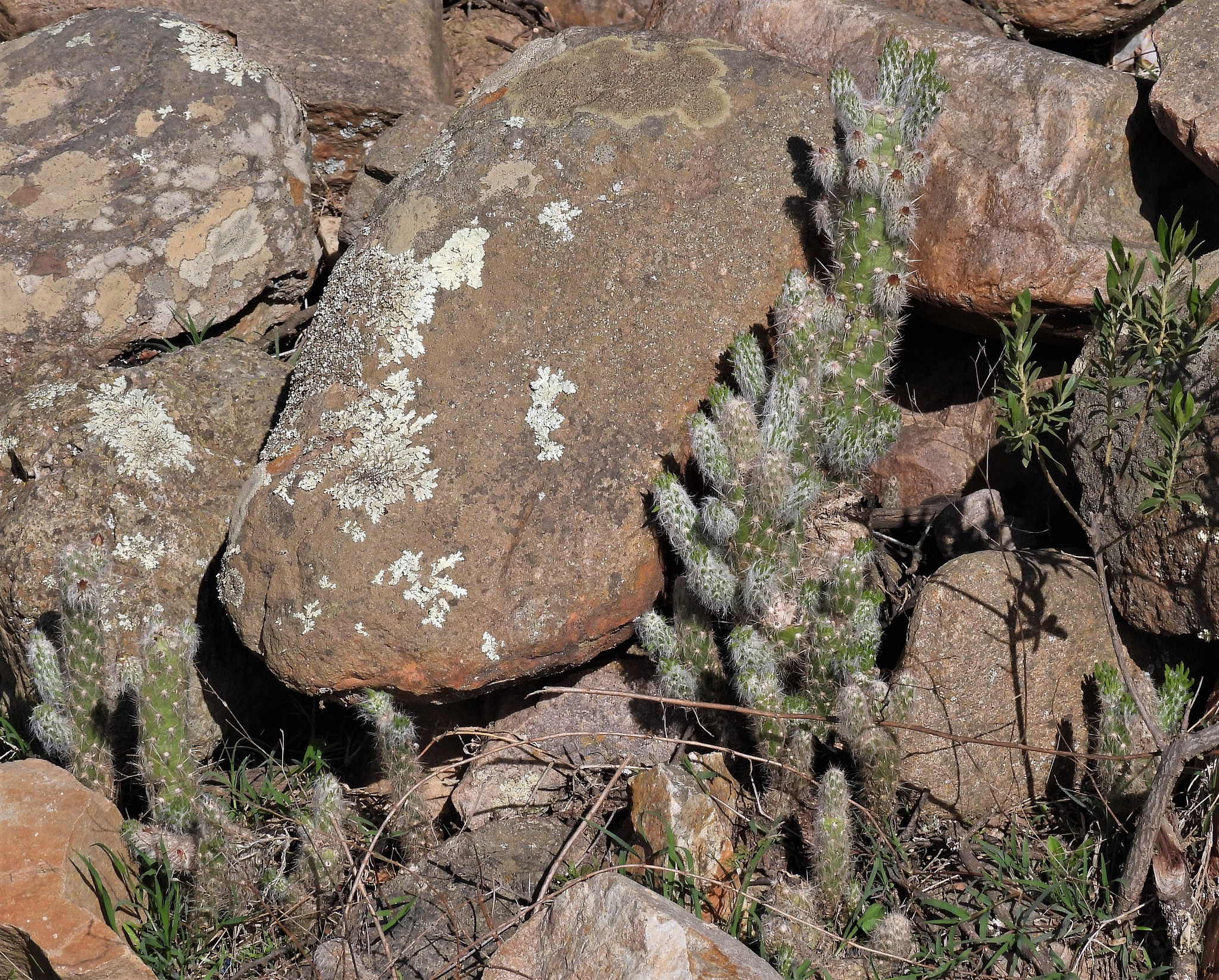
Planta creciendo entre piedras
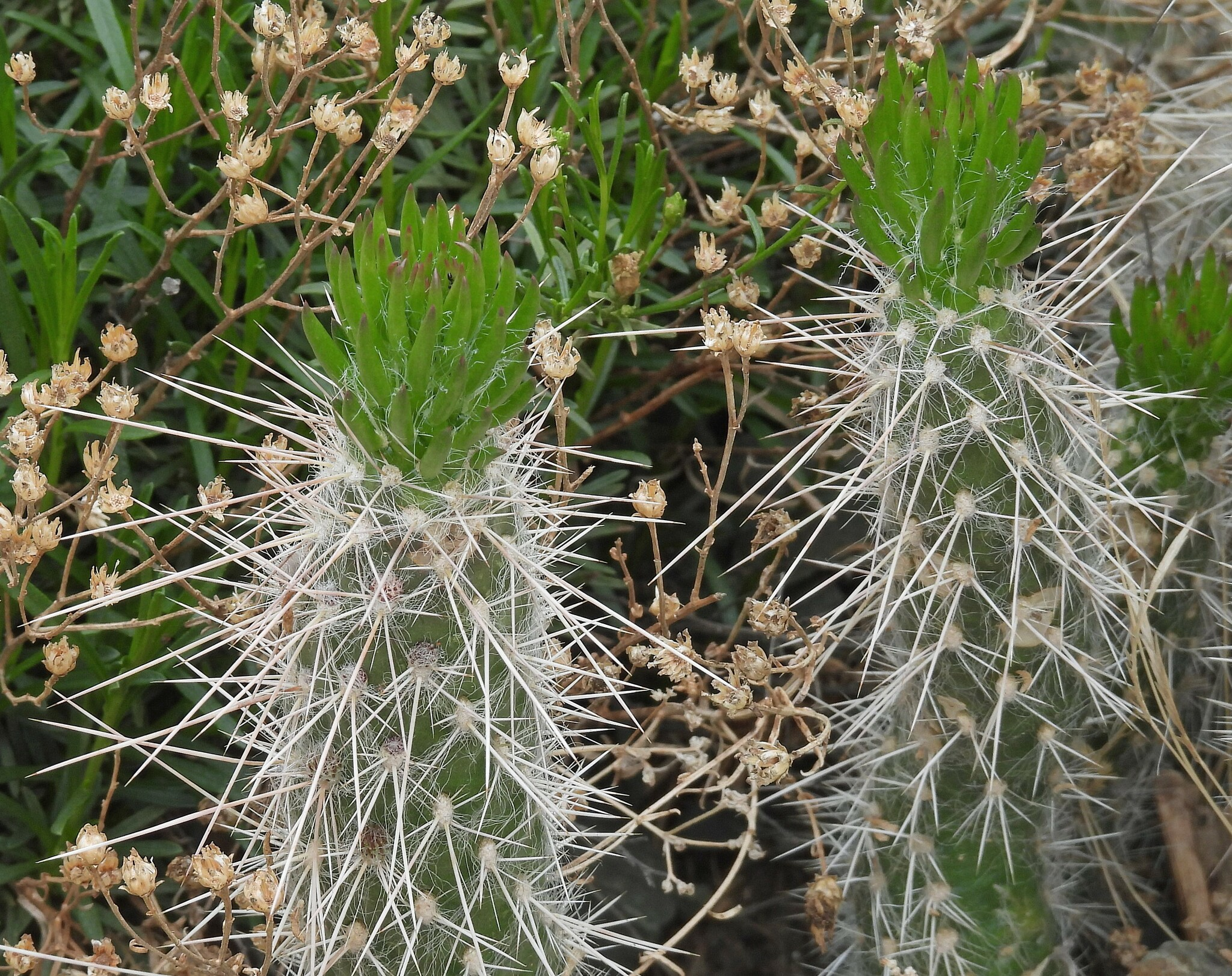
Detalle de las hojas
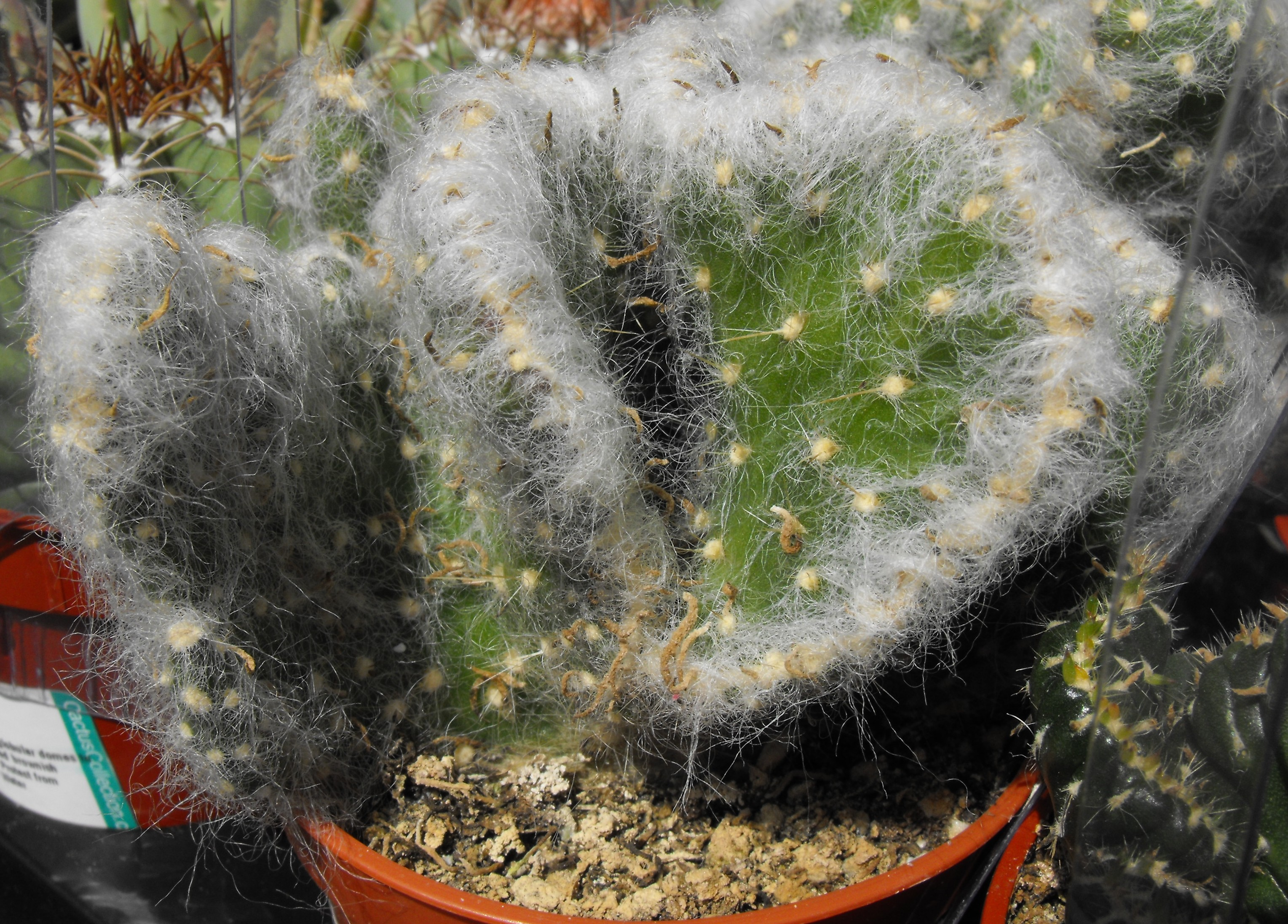
Variedad cristata